# Мандрыкин, Вениамин Анатольевич
Вениами́н Анато́льевич Мандры́кин (30 августа 1981, Оренбург — 6 августа 2023, Москва) — российский футболист, вратарь. Выступал за клубы «Алания», ЦСКА, «Томь», «Ростов» и брянское «Динамо». Наибольшую известность ему принесли выступления за ЦСКА, в составе которого он трижды становился чемпионом России и выиграл Кубок УЕФА 2004/05. За сборную России сыграл два матча, пропустил один гол. В 2010 году попал в автокатастрофу, после которой остался инвалидом.

## Игровая карьера

### Клубная
Первый тренер — Валерий Горохов.
Мандрыкин начинал заниматься футболом в спортшколе «Юность» во Владикавказе, куда его семья переехала из Оренбурга. Поначалу играл на месте нападающего, но через полгода из-за травмы основного вратаря как самый высокорослый в команде был переведён в голкиперы. В то же время Мандрыкин не рассматривал возможность продолжения занятий футболом на серьёзном уровне и в 1993 году ушёл из спортшколы. Однако по настоянию тренера спортшколы «Спартак» (ныне «Алания») Валерия Викторовича Горохова он согласился на участие в турнире среди юношеских команд, проходившем в начале 1994 года в США. «Спартак» победил на том турнире, что и побудило Мандрыкина продолжить занятия футболом.
В 1998 году Вениамин был приглашён Валерием Газзаевым в «Аланию», где с уходом Заура Хапова в 2000 году стал основным вратарём. До этого находился на просмотре во французском «Бордо».
В августе 2001 года Мандрыкин перешёл в ЦСКА, куда на пост главного тренера пришёл Газзаев. В армейской команде в связи со смертью Сергея Перхуна также стал основным вратарём. В следующем сезоне делил эту позицию с Русланом Нигматуллиным, в 2003 году вследствие травмы уступил место в воротах Игорю Акинфееву, который на следующие три сезона прочно занял место в основе.
В дальнейшем Мандрыкин играл эпизодически за ЦСКА: так, в 2005 и 2006 году он отыграл в чемпионате всего две игры. Мандрыкиным интересовался «Сатурн», перед началом сезона 2007 года мог состояться его переход в казанский «Рубин», но клубы не смогли договориться с ЦСКА.
В мае 2007 года Игорь Акинфеев получил в матче против «Ростова» серьёзную травму колена, и с 9-го по 27-й тур Мандрыкин неизменно играл в основном составе ЦСКА, выступая и в Лиге чемпионов УЕФА.
В феврале 2008 года перешёл на правах аренды в «Томь» на один сезон. 16 марта дебютировал в составе томичей в матче 1-го тура чемпионата России с московским «Динамо», оставив ворота «сухими».
В конце февраля 2009 года перешёл в «Ростов» на правах аренды сроком на один год. 3 апреля дебютировал в составе «Ростова» в матче 3-го тура чемпионата России с командой «Химки», завершившемся победой его команды 1:0.
28 июля 2010 года на правах аренды перешёл в брянское «Динамо», за которое отыграл 12 матчей, пропустив 15 мячей.

### В сборной
Мандрыкин был в составе сборной России на Всемирных юношеских играх 1998 года, проходивших в Москве, и стал победителем этих соревнований: он стоял на ворота в матче открытия против сборной Латвии (победа 3:1), а в финале сборная России обыграла Турцию со счётом 1:0. Также Мандрыкин играл за молодёжную сборную России в отборочном цикле к чемпионату Европы 2002 года: он выступал в домашнем матче против Швейцарии в заключительном матче отборочного цикла. Тогда при счёте 3:1 в пользу россиян Швейцария сумела сравнять счёт и не пустила россиян в следующий раунд борьбы за выход на чемпионат Европы.
Оба своих матча за сборную России Мандрыкин провёл в 2003 году. 12 февраля он отыграл второй тайм товарищеского матча против Кипра, выйдя в перерыве вместо Валерия Чижова: матч завершился победой россиян со счётом 1:0, но в игру по-настоящему не вступали ни Мандрыкин, ни Чижов. По словам газеты «Известия», обоим вратарям больше проблем доставляли проливной дождь и сильный ветер. 30 апреля того же года Мандрыкин отыграл все 90 минут матча отборочного цикла на чемпионат Европы против Грузии: именно в день игры тренер Валерий Газзаев заявил, что ворота будет защищать Мандрыкин. Однако россияне проиграли, пропустив единственный гол на 11-й минуте встречи после подачи с фланга и удара головой Малхаза Асатиани. В эпизоде с пропущенным голом Мандрыкин стоял на «ленточке» ворот, поскольку считал подачу слишком неудобной: из-за того, что незадолго до гола травму получил Сергей Игнашевич, из российских защитников никто не прикрывал толком Асатиани.

## Авария, её последствия, смерть
В ночь с 9 на 10 ноября 2010 года на своей машине Porsche Cayenne, уходя на скорости около 200 км/ч от преследования ГИБДД, Мандрыкин врезался в дерево, в результате чего сломал позвоночник (компресионный перелом шейного позвонка) и повредил спинной мозг. Перенёс операцию на позвоночнике и находился в реанимации, подключённый к аппарату искусственного дыхания. В машине Мандрыкина находились ещё два игрока «Динамо» — Максим Фёдоров и Марат Магкеев, сильно не пострадавшие, и две девушки, 19 и 20 лет, серьёзно пострадавшие в аварии. К середине февраля 2011 находился в реанимации. Уголовное дело в отношении Мандрыкина, возбужденное по части 2 статьи 264 УК РФ (нарушение правил дорожного движения и эксплуатации транспортных средств), с согласия прокуратуры было позднее прекращено в соответствии со статьёй 25 УПК РФ — в связи примирением сторон.
Средства на лечение и реабилитацию игрока выделяли действующие и бывшие игроки ЦСКА. В апреле 2011 года в качестве жеста поддержки игрока команда «Динамо» (Брянск) вышла на поле в первом матче сезона 2011—2012 в футболках с его фотографией и надписью: «Мы вместе! Поправляйся».
Проходил лечение сперва в Брянске, затем в московском НИИ нейрохирургии имени Бурденко. В июне 2011 года постепенно пошёл на поправку. В сентябре 2011 года дал интервью, в котором рассказал о прогрессе в восстановлении, выразил благодарность лечащим врачам, оказывающим поддержку футбольным клубам, в которых Вениамин играл, особенно отметив ЦСКА, а также всем друзьям и знакомым. В начале октября 2011 года переведён в реабилитационный центр.
В сентябре 2012 года заявил, что идёт на поправку: начал приподнимать спину, двигать правой рукой, начали расти бицепсы.
По состоянию на январь 2014 года продолжал реабилитацию. По его словам, выздоровление шло быстрее, однако прогнозов никто не делал. По состоянию на 2017 год по-прежнему был лишён возможности передвигаться самостоятельно, жил дома под присмотром матери и сестры. 23 января 2018 года на телеканале «Матч ТВ» вышел документальный фильм «Утомлённые славой. Вениамин Мандрыкин».
Скончался 6 августа 2023 года в московской больнице от инфаркта, который случился по дороге. 9 августа сестра Мандрыкина Жанна сообщила, что игрока похоронят на Химкинском кладбище, позже пресс-служба ЦСКА заявила, что похороны пройдут на Перепечинском кладбище. Прощание с Мандрыкиным состоялось 10 августа на «ВЭБ Арене».

## Общественная позиция
Выступал в поддержку вторжения на Украину.
15 апреля 2023 года Совет национальной безопасности Украины ввёл против Вениамина Мандрыкина санкции сроком на 50 лет с запретом на въезд на территорию Украины, блокировку активов, запрет на ведение бизнеса и приобретение недвижимости.

## Достижения

### Командные
- Чемпион России (3): 2003, 2005, 2006
- Серебряный призёр чемпионата России (2): 2002, 2004
- Бронзовый призёр чемпионата России: 2007
- Обладатель Суперкубка России (3): 2004, 2006, 2007
- Обладатель Кубка России (4): 2001/02, 2004/05, 2005/06, 2007/08[40]
- Обладатель Кубка УЕФА: 2004/05[41]

### Личные
- В списке 33 лучших футболистов чемпионата России: № 3 — 2000[42]
- Лучший вратарь чемпионата России по оценкам «Спорт-Экспресс»: 2000 (ср. оценка — 6,30)

## Государственные награды
- Орден Дружбы (2006)[43]

## Матчи за сборную
| Матчи за сборную России | Матчи за сборную России | Матчи за сборную России | Матчи за сборную России | Матчи за сборную России | Матчи за сборную России  | Матчи за сборную России |
| №                       | Дата                    | Оппонент                | Счёт                    | Пропущено голов         | Соревнование             |                         |
| ----------------------- | ----------------------- | ----------------------- | ----------------------- | ----------------------- | ------------------------ | ----------------------- |
| 1                       | 12 февраля 2003         | Кипр                    | 1:0                     | —                       | Товарищеский матч        |                         |
| 2                       | 30 апреля 2003          | Грузия                  | 0:1                     | 1                       | Отборочные матчи ЧЕ-2004 |                         |

Итого: 2 матча / 1 пропущенный гол; 1 победа, 0 ничьих, 1 поражение, 1 «сухой» матч.